# 현종실록
《현종순문숙무경인창효대왕실록》(顯宗純文肅武敬仁彰孝大王實錄) 또는 《현종실록》(顯宗實錄)은 1659년 음력 5월부터 1674년 음력 8월까지 조선 현종 시대의 사실을 기록한 실록이다. 총 22권 23책으로 구성되어 있으며, 《조선왕조실록》의 일부를 이룬다. 《현종대왕실록》(顯宗大王實錄)이라고도 한다.
그러나 남인에 의해 작성된 《현종실록》은 숙종 때 기사가 급하게 작성되었고 내용이 편파적이라는 이유로 서인에 의해 다시 한 번 편찬되었으며, 이를 《현종순문숙무경인창효대왕개수실록》(顯宗純文肅武敬仁彰孝大王改修實錄) 또는 《현종개수실록》(顯宗改修實錄)이라고 한다. 총 28권 29책으로 구성되어 있으며, 역시 《조선왕조실록》의 일부를 이룬다. 《현종개수실록》에 대한 내용도 본 항목에서 함께 기술한다.

## 개요

### 《현종실록》
1659년(현종 즉위년) 음력 5월부터 1674년(현종 15년) 음력 8월까지 총 15년 3개월에 걸친 현종 시대의 국정 전반에 관한 역사적 사실을 편년체로 기록한 실록이다. 총 22권 23책으로 구성되어 있으며, 《조선왕조실록》의 일부를 이룬다. 정식 명칭 및 권두제는 《현종순문숙무경인창효대왕실록》(顯宗純文肅武敬仁彰孝大王實錄)이며, 표지에는 《현종대왕실록》(顯宗大王實錄)으로 쓰여 있다.
1675년(숙종 1년) 음력 5월 춘추관의 건의로 편찬 작업이 시작되었다. 우선 3방을 설치하여 춘추관 사관이 기록한 사초에서 불필요한 부분을 정리하고, 이를 토대로 하여 당상 및 낭청이 사초, 《승정원일기》, 《비변사일기》, 《의금부추안》 등 여러 자료를 참고하여 편찬하였다.
그러나 1677년(숙종 3년) 음력 2월, 실록청 설치 3년째가 되도록 편찬이 절반도 되지 않자, 숙종이 추고를 명하였다. 당시 숙종은 실록청에 별감을 보내어 알아봤는데, 실록청 당상 및 낭청 중에 나와있는 사람이 없었다. 이렇게 실록의 편찬 작업이 더뎠던 것은, 서인이 실각하고 남인이 정권을 잡는 시기였던 때인데다가 실록청 관원들이 다른 직책까지 겸직했기 때문이다. 한편 이러한 숙종의 독촉으로 실록청 당상 및 낭청을 증원하고, 묘사유파법을 설치하였다. 이에 따라 이해 음력 5월 초고가 완성되고, 음력 9월 11일 총 22권의 《현종대왕실록》이 완성되었다. 총 편찬 인원은 총재관에 허적과 권대운, 도청당상 6명, 도청낭청 11명, 3방의 당상 및 낭청 47명 등 총 66명이다. 이들은 대부분 남인이었다.
훗날 서인들이 내용 상의 문제점을 지적하여 《현종개수실록》이 편찬되었다. 그러나 《현종개수실록》이 편찬된 후에도 《현종실록》 역시 전부 보존되었다.
일제강점기 때인 1920년대 이후 전 실록을 영인하면서 《현종실록》도 함께 영인본으로 간행되었다. 한편 《현종실록》은 정족산본과 태백산본이 있으며, 정족산본은 현재 서울대학교 규장각한국학연구소에, 태백산본은 정부기록보존소에 보관되어 있다.

### 《현종개수실록》
정식 명칭은 《현종순문숙무경인창효대왕개수실록》(顯宗純文肅武敬仁彰孝大王改修實錄)이며, 표지에는 《현종대왕개수실록》(顯宗大王改修實錄)으로 쓰여 있다. 총 28권 29책이며, 역시 《조선왕조실록》의 일부를 이룬다. "개수"라는 이름이 붙은 것은 일부만 수정하거나 추가한 것이 아니라, 전면적으로 재편찬하였기 때문이다.
현종 시대에 정권을 잡았던 이들은 주로 서인이었으나, 《현종실록》의 편찬관은 총재관 허적, 권대운 등 대부분 남인이었다. 이후 1680년(숙종 6년) 경신환국으로 인해 남인이 밀려나고 서인이 재등용됨에 따라, 서인들이 《현종실록》의 내용에 이의를 제기하기 시작하였다. 《현종실록》의 편찬에도 참여했던 김석주는 이 해 음력 7월, 본인이 편찬했던 부분을 총재관 허적이 마음대로 고쳤고, 또 빨리 완성하기 위해 생략한 내용도 많다고 하였다. 다른 신하들도 대체로 실록의 개수에 동의하면서, 결국 《현종개수실록》이 편찬되기에 이른다.
1681년(숙종 7년) 음력 5월 실록 개수 담당자를 임명하였다. 이때 총재관에 김수항, 당상에 김석주, 이단하, 이민서, 김만중을 두었으며, 한성부에 국을 설치하고 도청랑 및 등록랑 각 8명씩을 두었다. 원래 실록청을 설치하면 사초 정리 작업을 하는 3방을 두어야 하나, 《현종실록》을 편찬한 후 사초를 모두 세초하였기 때문에 3방은 두지 않았다. 이후 1683년(숙종 9년) 음력 3월 11일 《현종개수실록》이 완성되었다.. 총 편찬 인원은 총재관 김수항, 도청당상 6명, 도청낭청 15명, 등록낭청 53명 등 총 75명이다
《현종개수실록》 역시 일제 강점기 때인 1920년대 이후 영인본으로 간행되었다.

## 특징 및 평가

### 《현종실록》
- 《현종실록》의 인쇄를 위해 민간에서 "낙동계자"[주 2] 35,830자를 빌려오고, 여기에 40,825자의 동활자를 새로 만들었다. 이 중 새로 만든 활자는 "현종실록자"라고 한다. 한편 민간에서 빌려온 "낙동계자"는 후에 만들어진 "현종실록자"와 구분을 할 수 없어 결국 반환하지 못 하고, 대신 《전한서》와 《후한서》 1벌씩을 준 후 "낙동계자"는 교서관으로 이관하였다. 따라서 "낙동계자"와 "현종실록자"는 구분이 불가능할 정도로 유사한 특징을 가진 것으로 판단된다. "현종실록자"는 활자 주조 솜씨는 그다지 좋지 못 하나, 글자체가 매우 단아하고 획이 바르다. 이후 여러 왕의 실록과 서적 인쇄에 사용되었다.[12][13]
- 1675년 《현종실록》의 편찬과정을 기록한 의궤인 《현종대왕실록찬수청의궤》(顯宗大王實錄纂修廳儀軌)가 1책 81장 분량으로 간행되었다. 이 의궤는 태백산, 오대산 등에 보관되었으며, 현재는 서울대학교 규장각한국학연구원에 보관되어 있다.[14]
- 《현종실록》은 현종 시대의 사실 뿐 아니라 조선 후기의 역사 및 문화를 연구하는데 중요한 자료이다.[6]

### 《현종개수실록》
- 1680년 음력 7월 《현종개수실록》의 편찬과정을 기록한 의궤인 《현종대왕실록개수청의궤》(顯宗大王實錄改修廳儀軌)가 1책 118장 분량으로 간행되었다. 이 의궤는 오대산에 보관되었으며, 현재는 서울대학교 규장각한국학연구원에 보관되어 있다.[14]
- 《현종개수실록》은 《현종실록》과 마찬가지로 현종 시대의 사실 뿐 아니라 조선 후기의 역사 및 문화를 연구하는데 중요한 자료이다.[11]